# Abadia (Tomar)
Abadia era, em 1747, um lugar da freguesia de Nossa Senhora da Purificação da Serra, termo da Vila de Tomar. No secular estava subordinada à Comarca de Tomar, e no eclesiástico à prelasia da mesma vila. Pertencia à Província da Estremadura.